# Ruta departamental LO-103
La Ruta Departamental LO-103, también conocida como Carretera Iquitos-Nauta, es una carretera regional peruana que conecta  las provincias de Maynas y Loreto en el Departamento de Loreto.
Está conformado por un tramo directo que une la ciudad de Nauta, Provincia de Loreto, con la capital regional, Iquitos. A partir de septiembre de 2015, el tramo norte pasó a reclasificarse como la Ruta Nacional PE-5N I, el cual inicia en Iquitos, y termina en el río Putumayo, en la frontera norteña de Loreto.

## Líneas de buses
Todos los buses del sistema público de Iquitos metropilitano pasan por la ruta departamental sin excepción, algunos llegando a lugares más remotos como Los Delfines.

### Interprovincial
Todas las empresas de transporte hacen una ruta directa de Iquitos a Nauta y viceversa; el tiempo de recorrido de un extremo a otro dependerá del tamaño del vehículo. Por ejemplo, los autos de 5 pasajeros suelen hacerlo en 1 hora y media.

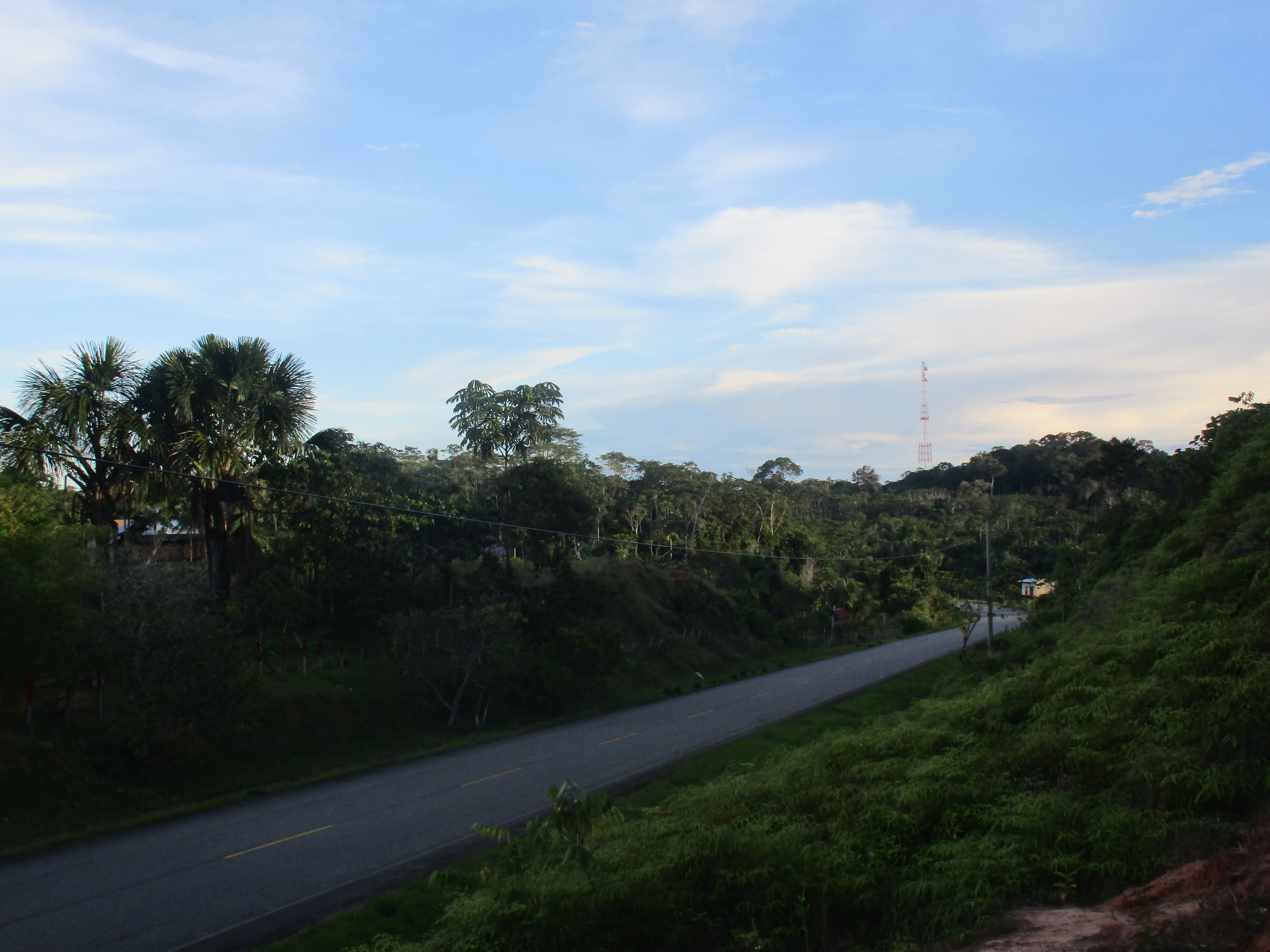
Carril sur de Iquitos a Nauta.

## Centros poblados
Los siguientes centros poblados que están a lo largo de la ruta son:
- Los Delfines
- Unión Progreso
- Peña Negra
- El Varillal
- San José
- El Dorado
- 13 de febrero
- El Paujil
- Nuevo Horizonte
- Ex Petroleros
- San Lucas
- Nuevo Triunfo
- 23 de febrero
- San Martín Segunda Zona
- 12 de abril
- Cahuide
- Nuevo San Martín
- Nuevo San Juan
- 1 de febrero
- Naciente del Zaragoza
- Micaela Bastidas

## Intersecciones
La Ruta LO-104, que inicia en la Ruta LO-100, está en proyecto para conectarse con ella en el futuro.

## Leyenda
En 2016 apareció la leyenda de Azucena, un supuesto fantasma de origen femenino que acosa y provoca la muerte de hombres que pasan solos en horas de la noche.